# Batalla de Marihueñu
La Batalla de Marihueñu, Marigüeñu, Marigueñu (del mapudungun; mariweñu) o de la Cuesta de Villagran; fue un enfrentamiento militar entre españoles y mapuches ocurrido el 23 de febrero de 1554 en la sierra de Marihueñu, actual Cerro de Villagrán, al sur del río Chivilingo, actual comuna de Lota. Fue una de las mayores victorias militares de los mapuches sobre los españoles durante la Guerra de Arauco. Tras la muerte del gobernador Pedro de Valdivia en la batalla de Tucapel, Lautaro venció en Marihueñu a las fuerzas que Francisco de Villagra había reunido con el fin de conjurar la rebelión mapuche. Tras la batalla, los españoles llegaron a creer perdida la conquista de Chile, abandonando la ciudad de Concepción, que fue posteriormente destruida por las fuerzas de Lautaro.

## Antecedentes
Luego de la derrota de Tucapel, los españoles reorganizaron sus fuerzas, reforzando Imperial para la defensa con la población de Villarrica, y abandonando Confines y Arauco para reforzar Concepción. Francisco de Villagra asumió de hecho el mando. Sin embargo, la tradición araucana imponía una larga celebración de la victoria, la que impidió a Lautaro explotar el éxito obtenido, como era su deseo. Solo en febrero logró reunir un nuevo ejército, justo para enfrentar a las fuerzas de Villagra, quien había reunido en Concepción cerca de 370 españoles y 2.000 yanaconas.
El día 20 Villagra partió de Concepción a la cabeza de 180 hombres, 120 eran jinetes, con 6 piezas de artillería operadas por 30 hombres al mando del maestre de campo Alonso de Reinoso, 20 soldados de infantería y una fuerza de varios cientos de auxiliares.
Villagra tenía a sus tropas bien organizadas y con la moral bastante alta. Los araucanos no los molestaron desde el paso del Bíobio y repitieron la misma conducta cuando habían observado a Valdivia en su marcha hacia el fuerte Tucapel en el pasado.

## La batalla
Así avanzó la columna española hasta un estero de Chibilongo o Chivilingo en el valle de Colcura donde acamparon el 23 de febrero, dejando un destacamento para proteger las balsas, de ahí tomaron la senda de los altos de Marihueñú para atravesar la cordillera de la costa. Sin embargo, después de la partida de Villagra, Lautaro envió una fuerza de 500 guerreros a atacar por sorpresa al puente de balsas cortando la retirada española.
El camino pasaba por bosques espesos, así que Villagra ordenó como precaución al capitán Alonso de Reinoso el avanzar con 30 a 40 hombres en exploración. Al llegar a la cima, que se extendía como una planicie cortada por un precipicio por un lado y al otro extremo una foresta cerrada fueron atacados por unos 8.000 mapuches obligándoles a retroceder peleando hasta juntarse nuevamente con el grueso.
Tan pronto ganó la cumbre, Villagra hizo formar en escuadra de combate a sus fuerzas, con los emplazamientos artilleros a retaguardia. El sol levantaba con fuerza a las ocho de la mañana. Pronto un chivaterío ensordecedor se dejó sentir junto con la salida del primer escuadrón mapuche quienes atacaron a los españoles del mismo modo que con Valdivia en Tucapel. Y una vez más se retiraron hacía el bosque siendo reemplazado por un segundo escuadrón, luego por un tercero y un cuarto que combatían con el mismo ímpetu y arrojo.
Ya para el mediodía habían caído muerto muchos castellanos y un millar de yanaconas sin que los mapuches dieran cuartel, una embestida más y algunos mapuches lograron penetrar el círculo defensivo español y lazearon al mismo Francisco de Villagra bajándolo del caballo, los mapuches gritaban entusiasmados : -Apo(Jefe)-, Apo...!!.
A costa de mucho trabajo lograron quitarles su preciada presa a los indígenas no sin antes quedar bien aturdido por los incontables golpes de maza que le propinaron los mapuches, dejándole su armadura toda abollada.
Pasada las 4 de la tarde aún se bregaba la batalla y los españoles empezaron a mostrar pánico, en una arremetida mapuche lograron cazar a los sirvientes de los cañones y mataron a todos sus 20 artilleros, entonces Villagra dio por pérdida la batalla y resolvió la retirada, pero para su estupor, los mapuches habían cortado el camino dejando solo una senda que conducía al precipicio, muchos tomaron la senda y perecieron a golpe de una maza o despeñados.
Villagra logró perforar una salida en la emboscada y por ahí se salvaron apenas 66 soldados y algunos cientos de yanaconas, habían quedado 88 castellanos en poder de las eufóricas huestes mapuches, además se había perdido la artillería completa más bagaje y cabalgaduras.
La figura de Lautaro como líder militar estaba consolidada.

## Consecuencias
- Los españoles quedan totalmente derrotados y desmoralizados en la zona sur. Tras las derrotas de Tucapel y Marihueñu, Lautaro aparece como invencible y ni siquiera intentarán defender Concepción la cual es evacuada y luego incendiada por Lautaro en la Primera destrucción de Concepción.
- Los españoles demorarán dos años en estar en condiciones de combatir. Afortunadamente para ellos, malas cosechas entre los mapuches y un virus europeo (le denominaron "Chavalongo" posiblemente fiebre tifoidea) detendrá a los guerreros indígenas que no tenían defensas.
- Si bien Lautaro logró prestigio no logró convencer a los mapuches (especialmente los más ancianos) sobre la necesidad de atacar Santiago para terminar la guerra. Solo los "mocetones" (jóvenes) le siguieron y no se logró la fuerza necesaria.